# Feugarolles
Feugarolles is een gemeente in het Franse departement Lot-et-Garonne (regio Nouvelle-Aquitaine). De plaats maakt deel uit van het arrondissement Nérac. Feugarolles telde op 1 januari 2022 1.015 inwoners.

## Geografie
De oppervlakte van Feugarolles bedroeg op 1 januari 2022 23,82 vierkante kilometer; de bevolkingsdichtheid was toen 42,6 inwoners per km².

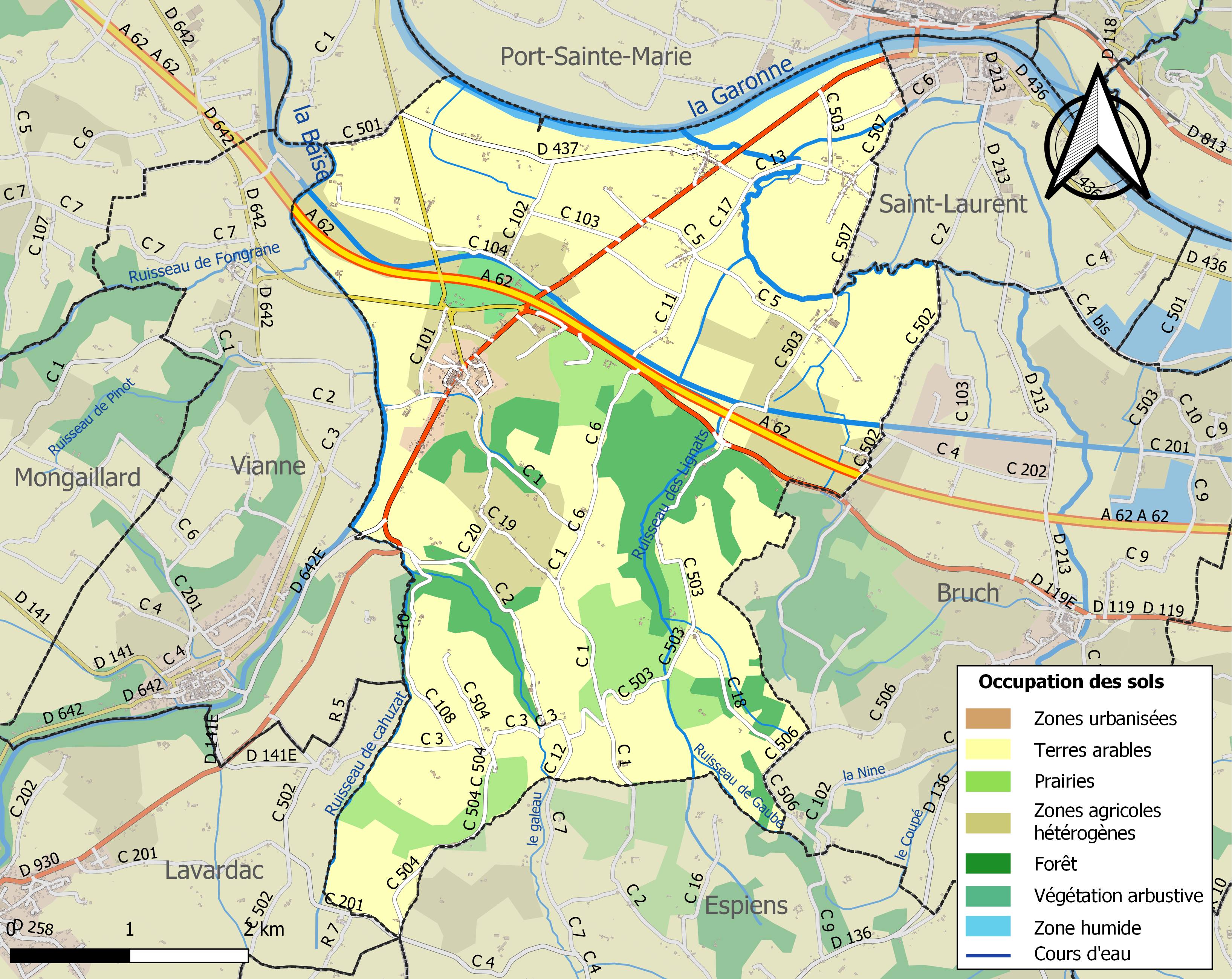
Kaart van de gemeente met de belangrijkste infrastructuur, bodemgebruik en omliggende gemeenten

## Demografie
Onderstaande figuur toont het verloop van het inwonertal (bron: INSEE-tellingen).

## Prieuré du Paravis
De priorij, op twee kilometer van Port-Sainte-Marie, werd gesticht in 1130. Het klooster ontving dochters van de lokale adel en de zusters volgden de strenge regel van de abdij van Fontevraud. Door giften werd de Prieuré du Paravis een van de rijkste kloosters van Agenais. In 1342 werd de priorij bezet door de Engelsen. Tijdens de Hugenotenoorlogen werd de priorij grotendeels verwoest. Ze werd heropgebouwd na 1570.